# Penicillium atrovenetum
Penicillium atrovenetum är en svampart som beskrevs av G. Sm. 1956. Penicillium atrovenetum ingår i släktet Penicillium och familjen Trichocomaceae.   Inga underarter finns listade i Catalogue of Life.